# Frekhaug
Frekhaug est un village de Norvège dans le comté de Vestland, centre administratif de Meland.